# Gymnogonodesmus virilis
Gymnogonodesmus virilis är en mångfotingart som beskrevs av Carl 1922. Gymnogonodesmus virilis ingår i släktet Gymnogonodesmus, ordningen banddubbelfotingar, klassen dubbelfotingar, fylumet leddjur och riket djur. Inga underarter finns listade i Catalogue of Life.